# Mariangela Giordano
Pour les articles homonymes, voir Giordano.
Mariangela Giordano (née le 2 septembre 1937 à Dolcedo, en Ligurie et morte à Imperia le 16 juillet 2011) est une actrice italienne. Elle a parfois utilisé le pseudonyme de Mary Jordan.

## Filmographie
- 1949 : C-Man
- 1955 : La Vengeance du faucon d'or (Il Falco d'oro) de Carlo Ludovico Bragaglia : la 2e domestique
  - Cortile d'Antonio Petrucci : fille demandant à Gargiulo de la conduire (non créditée)
- 1957 : Le Masque noir (Il Diavolo nero) de Sergio Grieco
  - Le Fils de cheik (Los amantes del desierto) de Goffredo Alessandrini, Gianni Vernuccio, Fernando Cerchio, Ricardo Muñoz Suay (es) et León Klimovsky
- 1958 : Quando gli angeli piangono de Marino Girolami
- 1960 : La Reine des Amazones (La Regina delle Amazzoni) de Vittorio Sala : amazone
- 1961 : Maciste dans la vallée des lions (Ursus nella valle dei leoni) de Carlo Ludovico Bragaglia : Annia
  - Le Roi des truands (Il Re di Poggioreale) de Duilio Coletti : fille qui fait semblant d'être enceinte
  - La Fureur d'Hercule (Ursus) de Carlo Campogalliani : Myriam
  - L'Enlèvement des Sabines (Il Ratto delle sabine) de Richard Pottier : Domizia
- 1964 : Sette a Tebe de Luigi Vanzi : servante de Cirene
  - Le Dernier Pistolet (Jim il primo) de Sergio Bergonzelli
- 1966 : Une vierge pour le prince (Una vergine per il principe) de Pasquale Festa Campanile : marquise espagnole
  - Comment j'ai appris à aimer les femmes (Das Gewisse Etwas der Frauen) de Luciano Salce : gérante de la station-service
  - Djurado de Giovanni Narzisi (en) : Dorian (créditée Mary Jordan)
- 1968 : Avec Django, la mort est là (Joko invoca Dio... e muori) d'Antonio Margheriti : Rosita
  - Trois croix pour ne pas mourir (Tre croci per non morire) de Sergio Garrone : Betty Fletcher
- 1969 : La Corde au cou (Una Lunga fila di croci) de Sergio Garrone : femme de José (titre anglais : Hanging for Django)
  - I quattro del pater noster de Ruggero Deodato : La sœur de Lazzaro
  - El Puro, la rançon est pour toi (La Taglia è tua... l'uomo l'ammazzo io) d'Edoardo Mulargia : fille
- 1971 : La Stirpe di Caino de Lamberto Benvenuti
- 1972 : I Racconti di Canterbury N. 2
  - Decameron No. 4 - Le belle novelle di Boccaccio : Tessa
  - Décaméron 2 (Decameron No. 2 - Le altre novelle di Boccaccio), de Mino Guerrini : femme de Ferondo
- 1975 : Du Décaméron à Canterbury (Quant'è bella la Bernarda, tutta nera, tutta calda) de Lucio Giachin : Bernarda
- 1976 : Don Milani d'Ivan Angeli : femme
  - Aïe ! Toubib ne coupez pas ! (it) (Che dottoressa ragazzi)  de Gianfranco Baldanello : Rosalia
- 1978 : La Moglie siciliana d'Andrea Bianchi : Bianca
- 1979 : Giallo a Venezia de Mario Landi : Marzia
- 1980 : Malabimba d'Andrea Bianchi : Sœur Sofia
- 1980 : La Bimba di Satana de Mario Bianchi : Solo
- 1981 : Paula Mujer de la Noche d'Aldo Sambrell
  - Eroticón de  Ramiro Meléndez et Carlos E. Uribe : Zulma Santana
  - Le Manoir de la terreur (Le notti del terrore) d'Andrea Bianchi : Evelyn
- 1984 : Il Motorino de Ninì Grassia :
- 1987 : Noi uomini duri  de Maurizio Ponzi : Teresa
  - Io e mia sorella de Carlo Verdone : Nadia
- 1988 : Il Volpone (en) de Maurizio Ponzi : Eliana Voltore
- 1990 : Le Voyage du capitaine Fracasse (Il Viaggio di Capitan Fracassa)
  - Stasera a casa di Alice de Carlo Verdone
- 1991 : La Secte (La Setta) de Michele Soavi : Kathryn
  - Abbronzatissimi
- 1994 : Perdiamoci di vista de Carlo Verdone : amante du mari de Gina
- 1994 : Même heure, l'année prochaine (Tutti gli anni una volta l'anno) de Gianfrancesco Lazotti : Raffaele
- 1996 : Killer Barbys (it) de Jesús Franco : comtesse
- 1997 : Panarea de Giuseppe Moccia : madame Bedoni
- 2004 : A luci spente  de Maurizio Ponzi
- 2005 : Cuore sacro de Ferzan Özpetek